# 一歩跨

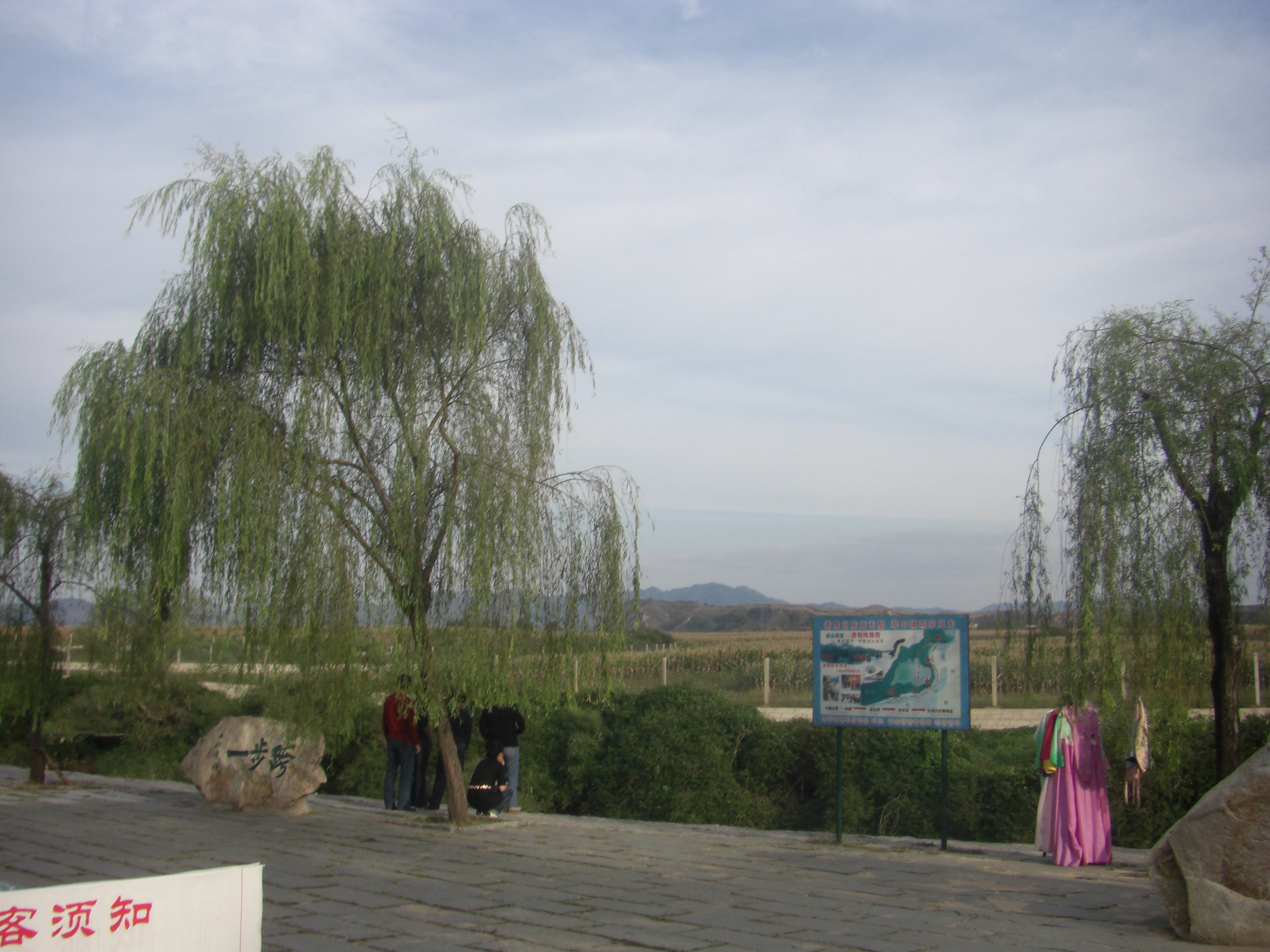
鉄条網の先は北朝鮮。（2007.9撮影）

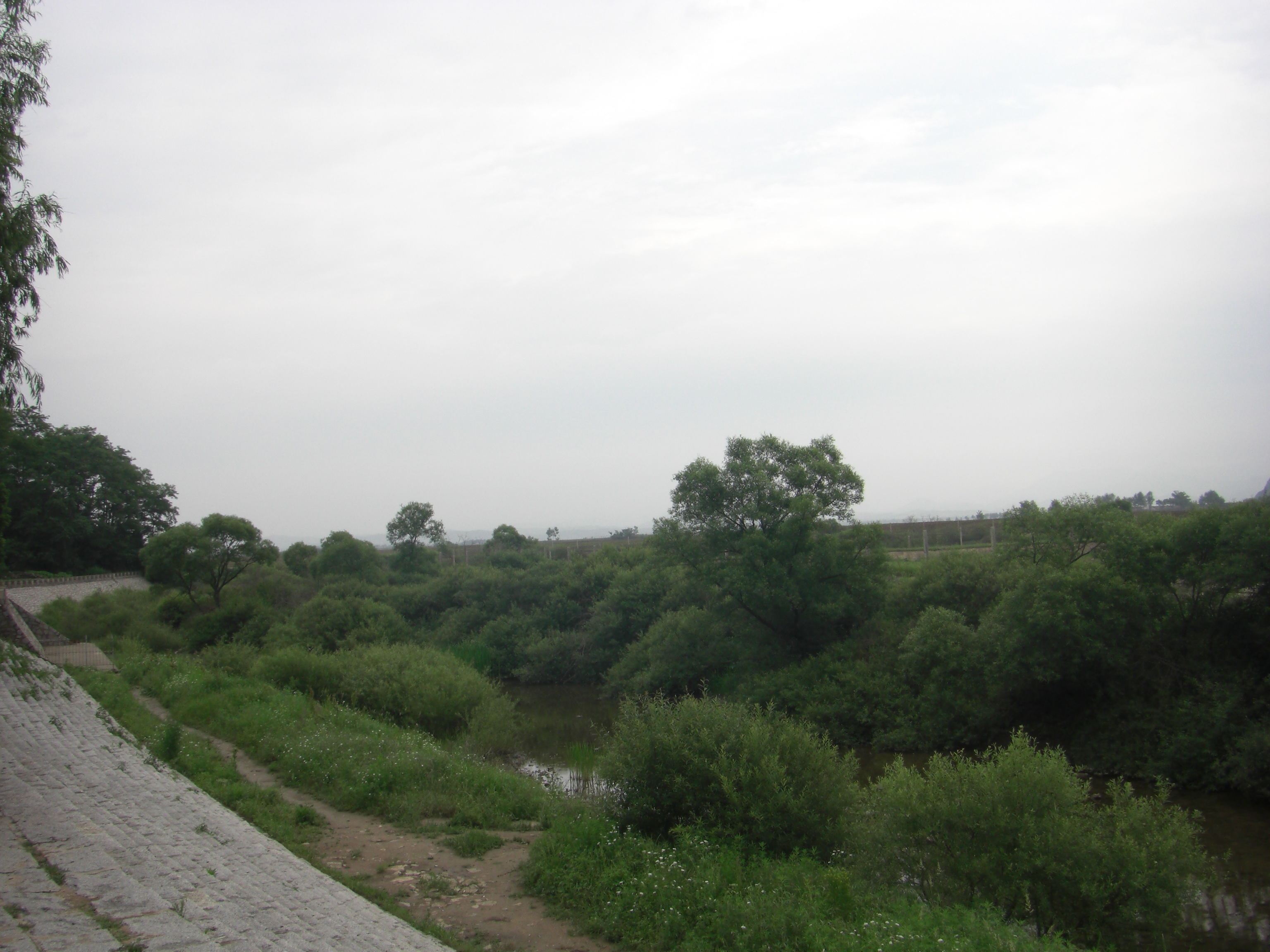
川の向こうは北朝鮮。（2009.6撮影）

一歩跨（いっぽまたぎ）は、中華人民共和国遼寧省丹東市寛甸満族自治県虎山鎮虎山村にある、中朝国境の川幅が数メートルとなっている部分。英語ではOne Stepと訳される。
中国と北朝鮮の国境は鴨緑江だが、本流を通っている部分ばかりではなく、細い分流や陸上を通る部分も一部にある。一歩跨附近は鴨緑江支流の細い川が国境となっている部分であり、付近を流れる鴨緑江の本流は、大型船舶が通行できる大きさである。対岸の中洲の於赤島は北朝鮮平安北道義州郡龍雲里（룡운리、RYONGUNRI）である。

## 概要
丹東市街より20キロメートル、鴨緑江に沿って北上した虎山長城の下にあり、現実的に渡ることはできないが、国境の鴨緑江支流の川幅が一番狭いところに飛び石がある。一歩跨のところにはないが、虎山長城の南側に中国側が柵を設けていたが、北朝鮮は2007年8月に於赤島の国境部分に鉄条網をめぐらせた。於赤島はトウモロコシの畑が広がる農村地帯である。中国側は虎山長城を含めた観光地として整備され、国境を見物する巡回コースや「一歩跨」と彫りつけた石碑などが建てられている。また一歩跨より、小船で虎山長城の下を通り、北朝鮮側の国境監視所まで往復遊覧することができる。また、一歩跨から少し上り川幅が広い本流に出たところに観光モーターボート乗り場があったが、無許可の私営でボートが北朝鮮との密貿易に利用されていることを理由に2018年春ごろ閉鎖されている。国境の撮影は可能だが、北朝鮮兵士にカメラを向けることは刺激することになるので避けなければならない。